# Travelplane
Travelplane var en amerikansk flygbil konstruerad av George Hervey.
Travelplane som var fyrsitsig var en bil som kunde förvandlas till flygplan med några enkla handgrepp. På landsväg kunde farkosten hålla en fart på 100 km/h med en trailer som transporterade flygdelen på marken. I motsats till många andra flygbilskonstruktioner är Travelplane förberedd för transport av flygdelen. Efter landning viker man vingarna bakåt mot stabilisatorn, inuti vingarna förvaras en hjulförsedd stålrörställning som kan sänkas ner och bilda en trailer. I luften använder Travelplane ett unikt styrsystem som utvecklades för flygplanet Culver V, där man kan välja fem olika stabilisatorinställningar. Valet visas på instrumentbrädan som Planflykt, Stigning, Glidflykt. Maxfart eller Start. Sidrodret behöver inte användas i luften utan är avsett för start och landning i stark sidvind. Med ratten rörelser styr man skevroder och höjdroder samt noshjulet. För markörning är farkosten försedd med pedal för gas, medan vid flygning används en handgas. Slotsen är av en fast typ. Propellern som är skjutande är omställbar mellan två olika stiglägen.